# Алмазов, Завен Арменакович
Заве́н (Зуве́н) Армена́кович Алма́зов (Алмазя́н) (1898, Аштарак—28 января 1940, Москва) — старший лейтенант госбезопасности. В 1935—1939 годах — начальник лагерей ГУЛАГа. Расстрелян в 1940 году, реабилитирован посмертно.

## Биография
Родился в г. Аштарак Эчмиадзинского уезда Эриванской губ. 
По национальности армянин. Образование незаконченное высшее. Член РКП(б) с 1919 года.
С 1929 года в органах ОГПУ-НКВД :
В 1931—1933 годах — помощник начальника Вишлага.
В 1933—1935 годах — помощник начальника ГУЛАГа.
В 1935—1936 годах — начальник Беломорско-Балтийского комбината НКВД.
В 1936—1937 годах — начальник Белбалтлага.
В 1937—1939 годах — начальник управления Соликамского гидроузла, начальник Усольлага, начальник Усть-Боровсклага. Проживал : . г. Соликамск, ул.В.Ленина, д.52.
4 апреля 1939 года арестован. 3 декабря 1939 года по обвинению в  «шпионаже и участии в контрреволюционной организации в органах НКВД» приговорён Военной коллегией Верховного Суда СССР к расстрелу. Расстрелян 28 января 1940 г. вместе с группой осужденных ВКВС СССР и Вт сотрудников НКВД (Н. С. Зайцев, К. Е. Денисов,  Н. Д. Крылов, А. А. Афанасьев и др.). Место захоронения — «могила невостребованных прахов» №1 крематория Донского кладбища.
18 апреля 1957 года реабилитирован посмертно решением Военной коллегии Верховного Суда СССР.

## Награды
22 марта 1935 года был награждён орденом Ленина.

## Комментарии
1. ↑  Афанасьев, Андрей Александрович  (1905—28.01.1940), ст. лейтенант ГБ, пом. нач. УНКВД Оренбургской обл.[2]